# Поджече (Великопольське воєводство)
Поджече (пол. Podrzecze) — село в Польщі, у гміні П'яскі Гостинського повіту Великопольського воєводства.
Населення — 301 особа (2011).
У 1975-1998 роках село належало до Лешненського воєводства.

## Демографія
Демографічна структура станом на 31 березня 2011 року:
|          | Загалом | Допрацездатний вік | Працездатний вік | Постпрацездатний вік |
| -------- | ------- | ------------------ | ---------------- | -------------------- |
| Чоловіки | 145     | 41                 | 93               | 11                   |
| Жінки    | 156     | 29                 | 89               | 38                   |
| Разом    | 301     | 70                 | 182              | 49                   |